# Kabinett Miettunen III
Das Kabinett Miettunen III war das 59. Kabinett in der Geschichte Finnlands. Es wurde am 29. September 1976 vereidigt und amtierte bis zum 15. Mai 1977. Beteiligte Parteien waren Zentrumspartei (KESK), Liberale Volkspartei (LKP) und Schwedische Volkspartei (RKP).

## Minister
| Ressort                                               | Name                | Partei     | Amtszeitbeginn     | Amtszeitende |
| ----------------------------------------------------- | ------------------- | ---------- | ------------------ | ------------ |
| Ministerpräsident                                     | Martti Miettunen    | KESK       | 29. September 1976 | 15. Mai 1977 |
| Stellvertretender Ministerpräsident                   | Ahti Karjalainen    | KESK       | 29. September 1976 | 15. Mai 1977 |
| Minister im Büro des Ministerpräsidenten              | Ahti Karjalainen    | KESK       | 29. September 1976 | 15. Mai 1977 |
| Äußeres                                               | Keijo Korhonen      | KESK       | 29. September 1976 | 15. Mai 1977 |
| Minister im Außenministerium                          | Carl Göran Aminoff  | RKP        | 29. September 1976 | 15. Mai 1977 |
| Justiz                                                | Kristian Gestrin    | RKP        | 29. September 1976 | 15. Mai 1977 |
| Inneres                                               | Eino Uusitalo       | KESK       | 29. September 1976 | 15. Mai 1977 |
| Verteidigung                                          | Seppo Westerlund    | LKP        | 29. September 1976 | 15. Mai 1977 |
| Finanzen                                              | Esko Rekola         | unabhängig | 29. September 1976 | 15. Mai 1977 |
| Minister im Finanzministerium                         | Jouko Loikkanen     | KESK       | 29. September 1976 | 15. Mai 1977 |
| Bildung                                               | Marjatta Väänänen   | KESK       | 29. September 1976 | 15. Mai 1977 |
| Land- und Forstwirtschaft                             | Johannes Virolainen | KESK       | 29. September 1976 | 15. Mai 1977 |
| Verkehr                                               | Ragnar Granvik      | RKP        | 29. September 1976 | 15. Mai 1977 |
| Handel und Industrie                                  | Arne Berner         | LKP        | 29. September 1976 | 15. Mai 1977 |
| Minister im Ministerium für Handel und Industrie      | Carl Göran Aminoff  | RKP        | 29. September 1976 | 15. Mai 1977 |
| Soziales und Gesundheit                               | Irma Toivanen       | LKP        | 29. September 1976 | 15. Mai 1977 |
| Ministerin im Ministerium für Soziales und Gesundheit | Orvokki Kangas      | KESK       | 29. September 1976 | 15. Mai 1977 |
| Arbeit                                                | Paavo Väyrynen      | KESK       | 29. September 1976 | 15. Mai 1977 |